# Gournay-sur-Aronde
Gournay-sur-Aronde is een gemeente in het Franse departement Oise (regio Hauts-de-France) en telt 585 inwoners (2005). De plaats maakt deel uit van het arrondissement Compiègne. Er is bij het dorpje tussen 1977 en 1984 een opgraving gedaan waarbij een heiligdom van de Bellovaci naar boven is gekomen.

## Geografie
De oppervlakte van Gournay-sur-Aronde bedraagt 14,7 km², de bevolkingsdichtheid is 39,8 inwoners per km². Het dorpje ligt aan de rivier de Aronde.
De onderstaande kaart toont de ligging van Gournay-sur-Aronde met de belangrijkste infrastructuur en aangrenzende gemeenten.

## Demografie
Onderstaande figuur toont het verloop van het inwonertal (bron: INSEE-tellingen).